# Bagrichthys macracanthus
Bagrichthys macracanthus es una especie de pez de la familia Bagridae en el orden de los Siluriformes. Se encuentran en Asia: desde Tailandia hasta Indonesia.

## Morfología
Los machos pueden llegar alcanzar los 25 cm de longitud total.